# Kroeglopen
Kroeglopen. Een bloemlezing uit alle kroegverhalen is een boek van Simon Carmiggelt met verhaaltjes over het kroegleven als tegenhanger van het maatschappelijk leven, verschenen in 1962 en geïllustreerd door Charles Boost. De verhalen zijn gekozen uit acht eerder verschenen bundels. In de laatste maanden van 1962 was deze uitgave het bestverkopende pocketboek in Nederland.

## Motto
Voorin het boek staat als motto een onvertaald Engelstalig citaat van Joseph Mitchell: 'The people in a number of the stories are of the kind that many writers have got in the habit of referring to as "the little people". I regard this phrase as patronizing and repulsive. There are no little people in this book. They are as big as you are whoever you are.'

## Inhoud
In de veertig verhalen staan aspecten en anekdotiek uit het kroegleven centraal.

## Thematiek
In de bundel, aldus literatuurcriticus Kees Fens, komt een complete wereld tot leven van een ingekeerd, protesterend leven, geen vrolijke wereld maar een van 'kleine geteisterden die het ook niet kunnen helpen dat het leven ingewikkeld is en zelden klaar wordt.'

## De plaats van de kroegverhalen in het oeuvre
Fens onderscheidt twee hoofdsoorten in de verhalen van Carmiggelt. De ene soort zijn de kinder- en poezenverhalen, waar "de ongedwongenheid van het leven zonder maatschappelijke bindingen en dwars door alle konventies heen" een veelal humoristisch contrast oplevert met het "aan banden gelegde leven van de volwassenen." De kroegverhalen zetten werkelijkheid en vluchtplaats in een schijnbestaan tegenover elkaar en dit verhaaltype levert volgens Fens "het beste op dat Carmiggelt geschreven heeft; de eerste bundel Kroeglopen vormt voor mij het hoogtepunt van zijn werk".

## Receptie
In De Tijd/De Maasbode noemde Fens het boek een verzameling 'hoogtepunten uit Carmiggelts werk: men kan de taalvirtuoos bewonderen, de observator, de knappe beschrijver die niet een heel woord zal gebruiken als hij aan een half genoeg heeft.'

## Publicatiegeschiedenis
De 'Verantwoording' achter in de uitgave vermeldt dat acht van de veertig verhalen in de bundel niet eerder werden gebundeld en dus alleen als Kronkels genaamde cursiefjes in het Parool verschenen; de overige zijn gekozen uit de bundels Louter leugens, Vergeet het maar, Duiven melken, Haasje over, Spijbelen, Vliegen vangen, Een toontje lager en Alle orgels slapen.
Op 17 januari 1963 publiceerde Het Parool de uitslag van een onderzoek naar de boekenverkoop onder 78 boekhandelaren in 56 steden uit alle provincies: in de categorie pocketboeken was Kroeglopen de bestverkochte titel van de laatste drie maanden van 1962 en zeker in de Sinterklaas- en Kerstperiode.
Uitgeverij De Arbeiderspers vermeldde voorin de druk van 1966 de drukgeschiedenis. De eerste druk uit 1962 telde 15.000 exemplaren. Datzelfde jaar verschenen nog twee drukken, de tweede van 20.000 en de derde van 40.000 exemplaren. In 1963 verschenen nog twee drukken, waarmee de totale oplage op 125.000 werd gebracht. In 1965 verschenen twee drukken van 10.000 exemplaren elk en in 1966 weren nog eens 10.000 exemplaren gedrukt, waarmee de totale oplage naar 155.000 steeg.